# Serug
Serug var ifølge Bibelen Abrahams oldefar, søn af Re'u og far til Nakor.
Han blev ifølge Den masoretiske tekst 230 år gammel. Ifølge Septuaginta blev han 330 år gammel.